# Moritz von Jacobi
Pour les articles homonymes, voir Jacobi.
Moritz Hermann (Boris Semionovich) von Jacobi (russe : Борис Семёнович (Морис-Герман) Якоби) (né le 21 septembre 1801 à Potsdam ; mort le 11 mars 1874 à Saint-Pétersbourg), frère du mathématicien Carl Gustav Jakob Jacobi, est un ingénieur et un physicien prussien qui a effectué l'essentiel de sa carrière en Russie, où il a découvert la galvanoplastie à (Saint-Pétersbourg).

## Biographie
Jacobi naît dans une famille juive assimilée. Son père était le banquier personnel du roi de Prusse Frédéric-Guillaume III. Sa mère, née Rachel Lehmann, s'occupait du train de vie de la maison. Il fit ses études à l'université de Berlin, puis à Göttingen.
Jacobi exerça ensuite en 1834 comme maître d’œuvre à Königsberg, avant de devenir professeur d’architecture en 1835 à Dorpat. Puis en 1837 on l’appela à Saint-Pétersbourg où il obtint le poste de professeur associé en 1839.
Pour déployer le télégraphe établi entre Tsarkoïe Selo et Saint-Pétersbourg (distant l'un de l'autre de près de 25 kilomètres), il employa un circuit entièrement métallique, les fils étant enveloppés d'une couche de résine élastique et enfoncés dans la terre. Après des expériences faites au cours de l'année 1842 « à une distance de 9 verstes (environ 9 kilomètres), un parcours plus long a été testé avec succès. Une petite batterie galvanique servait à donner une force plus que suffisante pour faire fonctionner ce télégraphe, qui a en partie inspiré celui d'Alexander Bain, plus perfectionné.
En 1842 Jacobi fut nommé professeur surnuméraire de l'école supérieure du Génie de Saint-Pétersbourg puis en 1847 membre titulaire de l’Académie des sciences de Russie. Peu après il devint conseiller d'État du tsar. En 1853 il fut élu membre de l’Académie des Lyncéens à Rome. La renommée scientifique de Jacobi vient surtout de sa découverte de la galvanoplastie (1837) et des applications qu’il fit de l’électromagnétisme à l’alimentation des machines et des véhicules. Il conçut aussi son premier moteur électrique fonctionnel en 1834, basé sur le principe d'attraction et de répulsion entre les électroaimants ,.
À partir de 1850, il se consacra à de nombreux essais sur les tubes à gaz. Il proposa une unité de mesure de l’intensité du courant électrique fondée sur l'électrolyse de l'eau : le jacobi, utilisé dans les pays de langue allemande au début du XXe siècle, correspond à l’intensité qui électrolyse un centimètre cube de dioxygène en une minute dans les conditions normales de température et de pression.
Il a passé les dernières années de sa vie à la tête du bureau de physique de l'Académie des sciences de Russie. Il est mort le 11 mars 1874 d'une crise cardiaque à Saint-Pétersbourg. Il est enterré au cimetière luthérien de Saint-Pétersbourg, sur l'île Vassilievski.

## Moteur électrique
Jacobi a installé deux groupes d'électroaimants en forme de fer à cheval, dont l'un sur un disque en bois rond et rotatif (le rotor). Quatre autres électroaimants étaient placés en face du rotor sur un disque fixe en bois (le support). Les électroaimants du stator et ceux du rotor étaient connectés en série. Une batterie servait d'alimentation électrique commune aux deux éléments.
Jacobi avait disposé un commutateur sur l'axe du rotor, pour changer alternativement la polarité des électroaimants mobiles dans le moteur 8 fois par tour d'arbre qui peut être vu comme le précurseur de l'onduleur de courant utilisé aujourd'hui.
Jacobi a trouvé des sponsors en Russie pour le développement coûteux de son invention, et en particulier le tsar Nicolas Ier. Le moteur était alimenté par des batteries galvaniques et, au moment de sa création, était l'appareil électrique le plus avancé. Le moteur a soulevé une charge d'environ 4 à 5 kg à une vitesse d'environ 30 cm/s par seconde. La puissance du moteur était d'environ 15 W, la vitesse de rotation du rotor était de 60 à 130 tr/min.
La même année, Jacobi envoie un manuscrit décrivant son travail à l'Académie des sciences de Paris. L'invention est examinée lors d'une réunion de l'Académie le 1er décembre 1835 Texte en ligne  et l'ouvrage est aussitôt publié le 3 décembre. Dans celui-ci, Jacobi ne prétend pas expressément être l'inventeur du moteur électrique, il existait déjà des appareils électriques à armature et à mouvement alternatif ou oscillant. Il a reconnu les travaux des autres et en particulier ceux des physiciens italiens Giuseppe Domenico Botto (en 1834) et Salvatore Dal Negro (it) (en 1832). En évoquant l'un d'eux il a indiqué : « un tel appareil ne serait rien de plus qu'un jouet amusant pour enrichir des espaces consacrés à la Physique, il ne pourra pas être utilisé à grande échelle avec un avantage économique .. ». Ainsi, le premier moteur à rotation directe de l'arbre de travail construit en mai 1834 à Königsberg devient largement connu en décembre 1834.

## Période russe
Les travaux de Jacobi ont été très appréciés par l'astronome Vasily Yakovlevich Struve et le baron Pavel Schilling. Sur leur recommandation Jacobi a été invité en 1835 au poste de professeur au département d'architecture civile de l'université de Tartu (Dorpat). La même année, Jacobi a publié un Mémoire sur l'application de l'électromagnétisme au mouvement des machines, qui a suscité un grand intérêt dans les milieux universitaires.
En 1837, sur recommandation de plusieurs membres de l'Académie des Sciences de Saint-Pétersbourg, Jacobi rédige un mémorandum proposant l'application pratique de son moteur électrique « pour faire fonctionner un moulin, un bateau ou une locomotive » et le soumet au ministre de l'Éducation et au président de l'Académie, le comte Sergueï Ouvarov. La proposition de Jacobi a été portée à l'attention de Nicolas Ier, qui ordonne la création d'une Commission pour la production d'expériences sur l'adaptation de la force électromagnétique au mouvement des machines à la manière du professeur Jacobi. La direction de la commission a été confiée à l'amiral I.F. Kruzenshtern. Elle était composée d'universitaires dont Emil Lenz, Pavel Schilling et d'autres scientifiques bien connus. Une dotation importante de 50 000 roubles a été allouée pour les recherches. Jacobi s'installe définitivement en Russie, s'installe à Saint-Pétersbourg en 1839 au 1 quai Nikolayevskaya, accepte la citoyenneté russe et considère la Russie comme sa deuxième patrie pour le reste de sa vie : « L'importance culturelle et historique et le développement des nations sont appréciés pour la contribution que chacun d'eux apporte au trésor commun de la pensée et de l'activité humaines. Par conséquent, je me tourne avec un sentiment de conscience satisfaite vers mon activité scientifique de trente-sept ans, entièrement consacrée au pays, que je considérais comme la deuxième patrie, y étant associée non seulement par le devoir de citoyenneté et les liens étroits de la famille, mais aussi par les sentiments personnels du citoyen. Je suis fier de cette activité car, étant fructueuse dans l'intérêt commun de l'humanité tout entière, elle a en même temps apporté des avantages directs et substantiels à la Russie ... »

## Le bateau électrique de Jacobi
Le 13 septembre 1838 à Saint-Pétersbourg, il pilota un bateau  d'environ 8 mètres de longueur et de 2,3 mètres de largeur avec des roues à aubes actionnées par deux « moteurs électromagnétiques Jacobi » d’une puissance pouvant varier de 117,5 W à 470 W. Le navire a navigué à contre-courant sur la Néva, avec au maximum 14 passagers à bord : il a pu ainsi parcourir 7,5 km à une vitesse d'environ 2,5 km/h.
Des insuffisances dans la fabrication des moteurs ont empêché d'utiliser la pleine puissance des batteries.
Le 8 août 1839, la puissance du moteur électrique du bateau de Jacobi (de) a pu être portée à 700 W. Jacobi a combiné 40 de ces moteurs en deux groupes de 20, chacun ayant un arbre de transmission commun et un collecteur. Le navire a pu naviguer contre le courant avec 14 passagers à bord pendant 7 heures à une vitesse d'environ 4,2 km/h. Les tests ont donné les meilleurs résultats, mais ils étaient encore loin d'être ceux souhaités. La batterie galvanique restait une source de courant trop peu économique. Il remporta cependant un très grand succès à l'époque,.
En octobre 1841, il a amélioré son moteur d'une puissance légèrement supérieure au modèle de 1839.

Moteurs électriques Jacobi
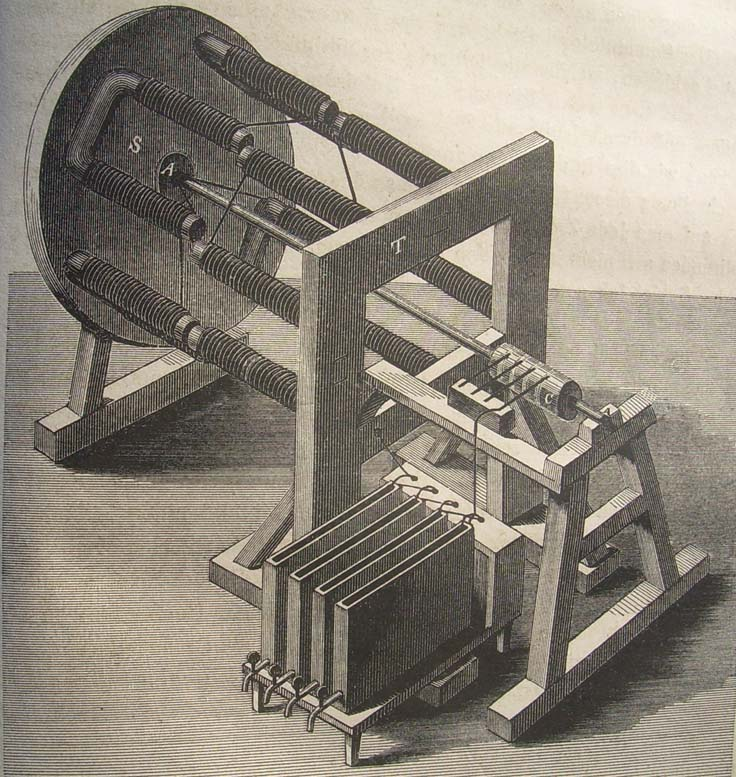
Moteur à courant continu (1834)
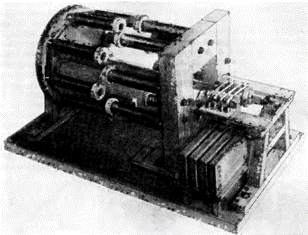
Moteur électrique Jacobi (1834), musée Polytechnique de Moscou
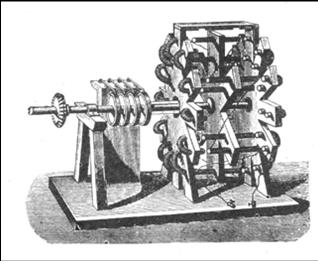
Moteur à courant continu du premier bateau électrique (vers 1838)

Jacobi avait utilisé pour la première navigation sur la Néva des batteries voltaïques zinc-acide sulfurique réparties en 320 paires de plaques pesant plus de 180 kg, inventées par son collègue physicien Georg Friedrich Parrot de l'Université de Dorpat.
Le 8 août 1839 avec son moteur plus puissant, il a utilisé une batterie zinc-platine plus légère mais particulièrement onéreuse (3 m2 de surface de platine) et dangereuse dans son utilisation, composée de 64 cellules Grove.
Le coût de fonctionnement des moteurs électriques était environ 25 fois plus élevé que celui des moteurs à vapeur courants à l'époque. La production commerciale de bateaux électriques n'était pas encore pratique en 1840. Les batteries étaient trop grandes, lourdes et difficiles à recharger. Le développement général des moteurs électriques n'est venu qu'avec l'invention du générateur électrique de type dynamo-électrique par le belge Zénobe Gramme en 1868,.

## Loi de Jacobi
La puissance est transférée de la source,

 avec une tension V et une résistance RS,

 à une charge de résistance RL, 

 résultant en un courant I.
La Loi de Jacobi ou principe de maximisation du transfert de puissance électrique, a été évoquée par Jacobi vers 1840. Elle est aussi connue sous le nom de Théorème de transfert de puissance maximale (en). Elle stipule : « La puissance maximale est transférée lorsque la résistance interne de la source est égale à la résistance de la charge, lorsque la résistance externe peut varier et que la résistance interne est constante ».
Le transfert de puissance maximale d'une source à résistance interne fixe à une charge, la résistance de la charge doit être la même que celle de la source. Cette loi est utile lors de la conduite d'une charge telle que celle d'un moteur électrique alimenté à partir d'une batterie.

## Électrotypage

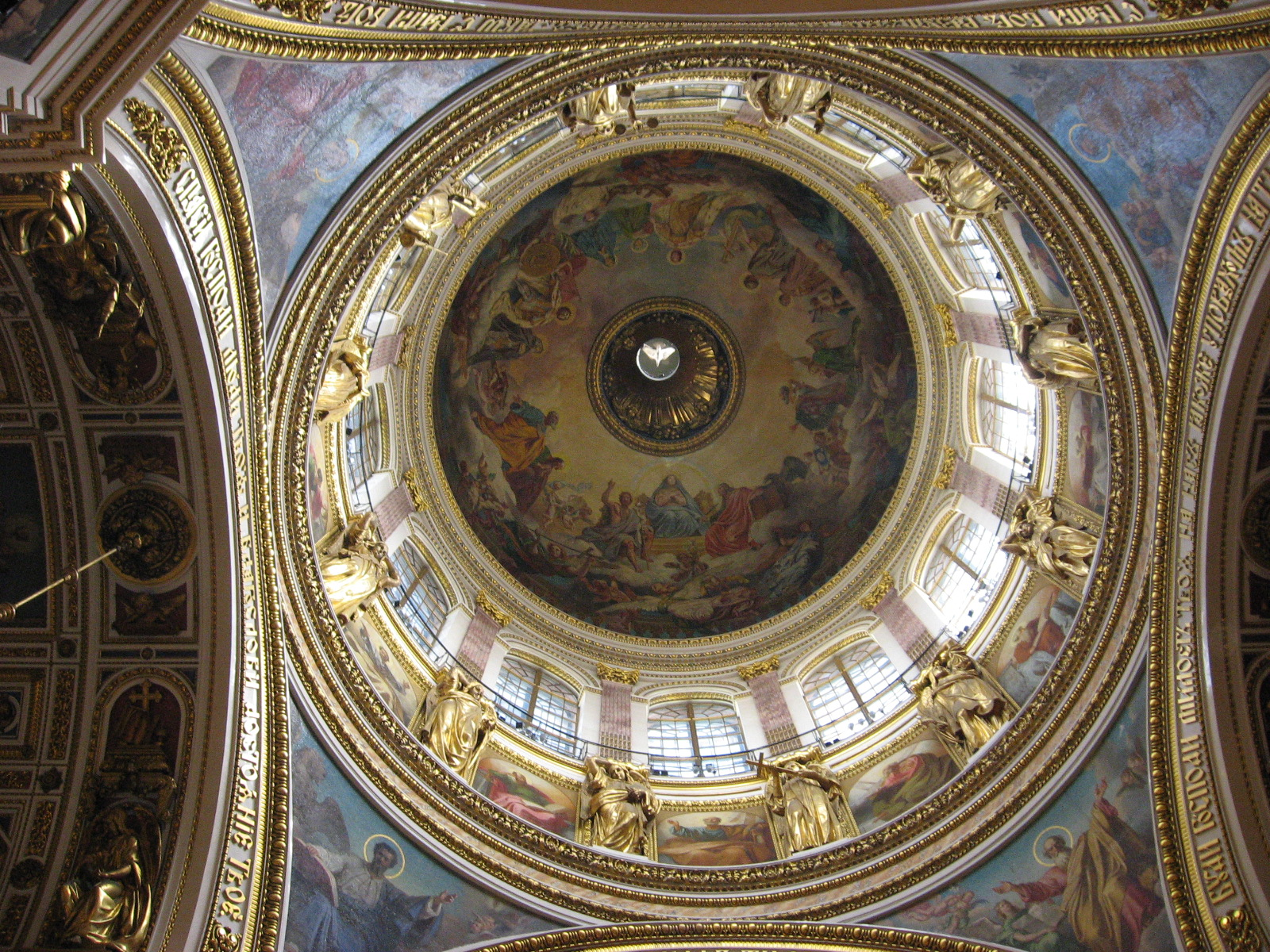
Coupole de la cathédrale Saint-Isaac de Saint-
Pétersbourg, et les statues d’anges réalisées en galvanoplastie

En 1838, Jacobi a découvert la capacité de fabriquer des plaques d'impression grâce au processus d'électrotypage, c'est-à-dire la reproduction électrochimique de formes exactes en métal. L'année suivante, l'électrotypage était déjà utilisé pour imprimer des documents gouvernementaux.
Cette technologie a été aussi utilisée pour créer des statues métalliques sans avoir à les mouler, et en particulier les douze statues d'anges hautes de 6 mètres ornant la coupole de la Cathédrale Saint-Isaac de Saint-Pétersbourg. Une grande manufacture a fourni en grand nombre à l'Église orthodoxe médailles et statuettes cuivrées par galvanoplastie.

## Mesures électriques
De grandes réalisations appartiennent à Jacobi dans le domaine des mesures électriques. Il a proposé plusieurs conceptions originales du rhéostat qu'il a appelé voltagomètre (ru), plusieurs nouveaux instruments de mesure électriques et développé, avec son collègue et ami le physicien russe Emil Lenz, une méthode balistique de mesures électriques des électroaimants entre 1838 et 1844. Ses travaux ont accéléré la résolution de nombreux problèmes de métrologie : la mise en place du système métrique, l'élaboration des normes, le choix des unités de mesure. Comme mesure de l'unité de résistance électrique, il a proposé et distribué en Europe un étalon en cuivre, en relation avec les unités absolues du physicien allemand Wilhelm Eduard Weber.

## Mine navale flottante

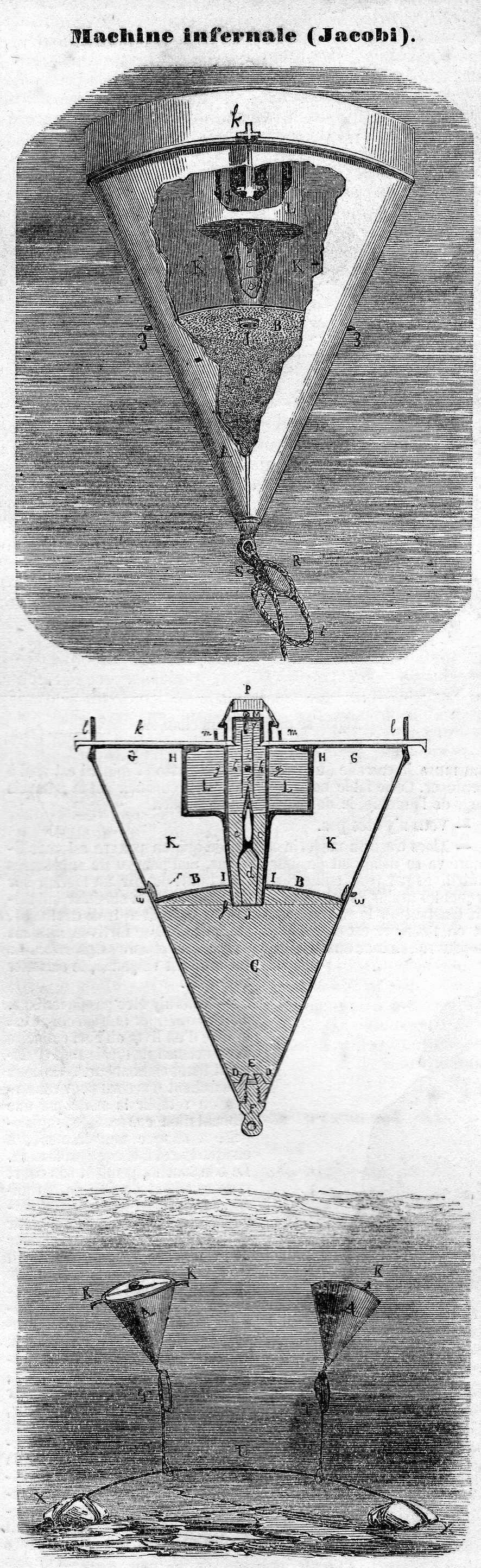
Mine galvanique à contact « Jacobi » (L'Illustration, no 646, juillet 1855)

En 1853, il a conçu une mine marine flottante attachée au fond marin au moyen d'une ancre, un câble la reliait à une cellule galvanique qui l'alimentait depuis le rivage avec un fusible d'un appareil à induction. La puissance de sa charge explosive équivalait à 14 kilogrammes de poudre noire. Elle a été mise en production aussitôt par le ministère de la Guerre pour la Marine impériale russe. La Flotte de la Baltique en a utilisé une soixantaine pendant la guerre de Crimée dans le golfe de Finlande pour dissuader la Royal Navy et la flotte française alliée, d'attaquer le Fort Alexander (en) et le Fort Pavel à Kronstadt en juin 1854.
Jacobi a été l'initiateur de la formation d'équipes galvaniques dans les unités du génie de l'armée russe, formées à l'Académie du génie Nicolas à Saint-Pétersbourg.

## Publications
- Ueber die Construction schief liegender Rӓderwerke, Crelle’s Journal der Math., 1827.
- Ueber den Einfluss der Chaussèen, Eisenbahnen und Wasserverbindungen auf den Nationalreichtum, Crelle’s Journal der Math., 1827.
- Vergleichende Darstellung der architectonischen Ordnungen der Griechen und Römer und der neueren Baumeister / hrsg. und gezeichnet von Carl Normand, Potsdam, 1830, (lire en ligne)
- Benutzung der Naturkӓfte zu menschlichen Arbeiten, publié. conférences de Baer, Koenigsberg, 1834.
- Mémoire sur l'application de l'électromagnétisme au mouvement des machines, Potsdam, 1835,(lire en ligne)
- Note générale sur la méthode d'obtention des pièces moulées électrolytiques, 1839 (invention pour laquelle il obtient le Prix Demidoff en 1840)
- Die Galvanoplastik, oder das Verfahren cohärentes Kupfer in Platten oder nach sonst gegebenen Formen, unmittelbar aus Kupferauflösungen auf galvanischen Wege zu produciren, Saint-Pétersbourg, 1840, (de) (lire en ligne)
- Eine Methodie die Constanten der Voltschen Ketten zu bestimmen, Bull. de l’Académie, 1842.
- Beschreibung eines verbesserten Voltagometers, Bull. de l’Académie, 1842.
- Ueber die Entwickelung der Galvanoplastik, Bull. de l’Académie, 1843.
- Ueber die galvanische Vergoldung, Bull. de l’Académie, 1843.
- Einige Notizen über galvanische Leitungen, Bull. de l’Académie, 1843.
- Ueber die Gezetze der Electromagnete (mit Lenz), Bull. de l’Académie, 1844.
- Notice préliminaire sur le télégraphe électromagnétique entre Saint-Pétersbourg et Tsarskoïé-Selo, Bull. de l’Académie, 1844.
- Ueber galvanische Messing-Reduction, Bull. de l’Académie, 1844.
- Galvanische und electromagnetische Versuche, Bull. de l’Académie, 1845-47, 1848-50.
- Vorlӓufige Notiz über galvanoplastische Reduction mittelst einer magneto-electrischen Maschine, Bull. de l'Académie, 1847.
- Ueber eine Vereinfachung der Uhrwerke, welche zur Hervorbrin gung einer gleichtörmigen Bewegung bestimmt ist, Bull. de l'Académie, 1848.
- Sur les télégraphes électriques, Bull. de l'Académie, 1849.
- Sur la théorie des machines électromagnétiques, Bull. de l'Académie, 1851.
- Die galvanische Pendeluhr, Bull. de l'Académie, 1851.
- Sur la nécessité d'exprimer la force des courants électriques et la résistance des circuits en unités unanimement et généralement adoptées, Bull. de l'Académie, 1858.
- Sur quelques expériences concernant la mesure des résistances, Bull. de l'Académie, 1859.
- Note sur la production de dépôts de fer galvanique, Bull. de l'Académie, 1869.
- Confection d'étalons prototypes, destinés à généraliser le système métrique, Comptes Rendus, 1869.
- Notice sur l'absorption de l'hydrogène par le fer galvanique, Bull. de l'Académie, 1870.
- Application des batteries secondaires ou de polarisation aux moteurs électromagnétiques, Bull. de l'Académie, 1871.
- Sur la fabrication des étalons de longueur par la galvanoplastie, Bull. de l'Académie, 1872.
- Courants d'induction dans les bobines d'un électro-aimant, entre les pôles duquel un disque métallique est mis en mouvement, Comptes Rendus, 1872.
- Une réduction du fer par l'action d'un puissant solénoïde électromagnétique, Bull. de l'Académie, 1873.
- Mémoire sur une machine magnétique, Comptes Rendus, 1874.

## Distinctions
- Pour ses travaux dans le domaine de la galvanoplastie, il a obtenu en 1840 le prix Demidoff d'un montant de 25 000 roubles.
- En 1864, il a reçu la noblesse héréditaire, puis en 1867, il a reçu la grande médaille d'or à l'Exposition universelle de Paris, où il a représenté la Russie à la Commission internationale pour le développement d'unités de mesure, de poids et de pièces communes, défendant les avantages du système métrique.

## Postérité et hommages
- La seule image du moteur d'origine est une gravure en acier datant de 1835. Le moteur original n’existe plus mais une copie se trouve au Musée Polytechnique de Moscou.

- Le Dr. Kowaleski de l’Université de Rostock a réalisé une reconstruction du moteur. La société allemande d’énergie Badenwerk AG a construit deux exemplaires supplémentaires en 1992 : l'un d’eux a été donné au Deutsches Museum de Munich, l’autre exemplaire complètement fonctionnel se trouve exposé à l’Institut électrotechnique (ETI) de l’Institut de technologie de Karlsruhe (KIT). Son alimentation électrique, cependant, ne provient pas des batteries d’origine, mais d’une alimentation de substitution[2].

- Sur la façade de la Maison des Académiciens à Saint-Pétersbourg, se trouve une plaque commémorative : Ici a vécu l'académicien Boris Semionovich Jacobi 1801-1874. Remarquable physicien et technicien électrique, inventeur de la galvanoplastie, du télégraphe électrique, de bateaux à moteur électrique et de mines électriques[15].